# اليونانيون في تركيا
اليونانيون الأتراك (بالتركيّة: Türkiye'deki Rumlar؛ باليونانية: Έλληνες στην Τουρκία) هم المجتمع اليوناني القاطن في حدود الجمهورية التركية والذي يعود تاريخ تواجده إلى العصور القديمة. يعيش أغلب المجتمع اليوناني الذي يتشكل أغلبيته المطلقة من المسيحيين الأرثوذكس الشرقيين وأغلبهم ينطق باللغة اليونانية كلغة أم، ويعيش معظمهم حاليًا في مدينة إسطنبول، وكذلك في جزيرتين على المدخل الغربي لمضيق الدردنيل إمبروس وتينيدوس.
يتوزّع اليونانيين بغالبيتهم في إسطنبول، مع وجود عدد قليل في أزمير، على ساحل بحر إيجه، وأنقرة وطرابزون. وفي إسطنبول يقطن معظم اليونانيين في منطقـة «غلطة» المطلة على «الخليج»، وفي «باي اوغلو» المحاذيـة لها وفي جزر الأمراء، وبورغاز وبويوك أضه وهيبلي السياحية الأرستقراطية، فضلاً عن وجود بضعة آلاف في جزر تركيا مقابل الجزر اليونانية، مثل تشاناق قاله وغوكجيه أضة وبوزجا أضة. وما زال اليونانيون يقومون بدور مهم في الحركة التجارية في إسطنبول رغم تضاؤل أعدادهم في السنوات الأخيرة، وعلى وطأة ضريبة الثروات لم تحل دون دور مركزي لليونانيين الأتراك في الاقتصاد التركي. فقد كانت لهم اليد الطولى منذ الأربعينات، في صناعات القماش والكاوتشوك والجوارب والحرير والمظلات والجزمات والدباغة. وكان اليونانيين الأرثوذكس رواداً لصناعة السيارات والكيميائيات والصيدلة وفي قطاع الإعلان وفي الألبسة الجاهزة. وما زال هذا الدور مستمراً حتى الآن. يذكر أن اليونانيين سيطروا على 45% من رأس المال في الدولة العثمانية قبل 1914. وينتمي اليونانيون الأتراك مذهبياً إلى الكنيسة الأرثوذكسية التي مقرها الرئيسي في العالم كله في حي الفنار في إسطنبول، مع وجود أقلية صغيرة جداً تنتمي للكنيستين الكاثوليكية والبروتستانتية.
المجتمع اليوناني الحالي هم بقايا اتفاقية التبادل السكاني بين اليونان وتركية 1923 والتي تتضمن تقريباً نقل مليوني شخص مليون ونصف منهم مسيحيين كانوا يعيشون في تركيا ونصف مليون مسلم كانوا يعيشون في اليونان، أغلبهم هُجّر بالقوّة وبشكل قانوني من أوطانهم. يذكر أن تبادل السكان اثر بشكل سلبي على الطبقة البرجوازية في تركيا، حيث شكل المسيحيين نسبة هامة من الطبقة البرجوازية. إستثنت الإتفاقية يونانيين مدينة إسطنبول. قد كانوا يبلغون قرابة 150,000 نسمة في سنة 1924. كذلك هناك حوالي 60,000 يوناني إسطنبولي يسكن اليونان حاليًا، إلا أنهم ما زالوا يحتفظون بجنسيتهم التركية. وقد تضائل عدد اليونانيين في إسطنبول بعد نشوء الجمهورية التركيّة على أثر أحداث مثل اتفاقية التبادل السكاني بين اليونان وتركية 1923، وضريبة الثروة التركية سنة 1942 والتي استهدفت بشكل خاص المسيحيين واليهود وبوغروم إسطنبول سنة 1955.

## خلفية تاريخية
يعود الوجود اليوناني في حدود تركيا الحاليّة إلى القرن الثاني عشر قبل الميلاد مع إستيطان الأيوليون. في عام 324 اختار الإمبراطور الروماني قسطنطين بيزنطة لتكون العاصمة الجديدة للإمبراطورية الرومانية وأطلق عليها اسم روما الجديدة (التي أصبح اسمها القسطنطينية لاحقًا وبعد ذلك إسطنبول). وأصبحت القسطنطينية مركز المسيحية الشرقية ومركز حضاري عالمي. بعد سقوط الامبراطورية الرومانية الغربية، أصبحت القسطنطينيّة عاصمة الإمبراطورية البيزنطية (الامبراطورية الرومانية الشرقية). وعُقدت في تركيا أغلب المجامع المسكونية بحكم كونها مركز الإمبراطورية ولعلّ أهمها مجمع نيقية ومجمع أفسس ومجمع خلقيدونية.
خلال العصر الذهبي للإمبراطورية البيزنطية وخاصًة تحت حكم الأسرة المقدونية والكومنينيون مرّت الإمبراطورية البيزنطيّة نهضة ثقافيّة وعلميّة وكانت القسطنطينية في عهدهم المدينة الرائدة في العالم المسيحي من حيث الحجم والثراء والثقافة. خلال الحروب الصليبية، تأسست مملكة قونية في جنوب تركيا الحاليّة إلى جانب إمارة أنطاكية، وتحالفت الإمبراطورية البيزنطيّة مع الوافدين غير مرّة لعل أشهرها مع مملكة بيت المقدس بهدف احتلال مصر، غير أن الحملة فشلت. يذكر أن الحملة الصليبية الرابعة قد اتجهت صوب القسطنطينية نفسها واحتلتها عام 1261 غير أن الدولة لم تعمّر طويلاً، ورغم إعادة تكوّن الإمبراطوريّة البيزنطيّة في القرن الرابع عشر لم تكن دولة قويّة ولم تكتسب مجددًا مجدها السابق، أما داخل تركيا الحالي أيْ الأناضول، كان مقسمًا إلى دويلات ومقاطعات إسلاميّة صغيرة متناحرة طوال القرنين الرابع عشر والخامس عشر، إلى أن سطع نجم عثمان الأول محاربًا البيزنطيين ومحتلاً مدنًا وحصونًا تحت سيطرتهم، ثم قام وخلفاؤه بالاستدارة صوب الممالك الصغيرة المجاورة قاضمًا إياها الواحدة تلو الأخرى مؤسسًا بذلك الدولة العثمانية.

### العصر العثماني

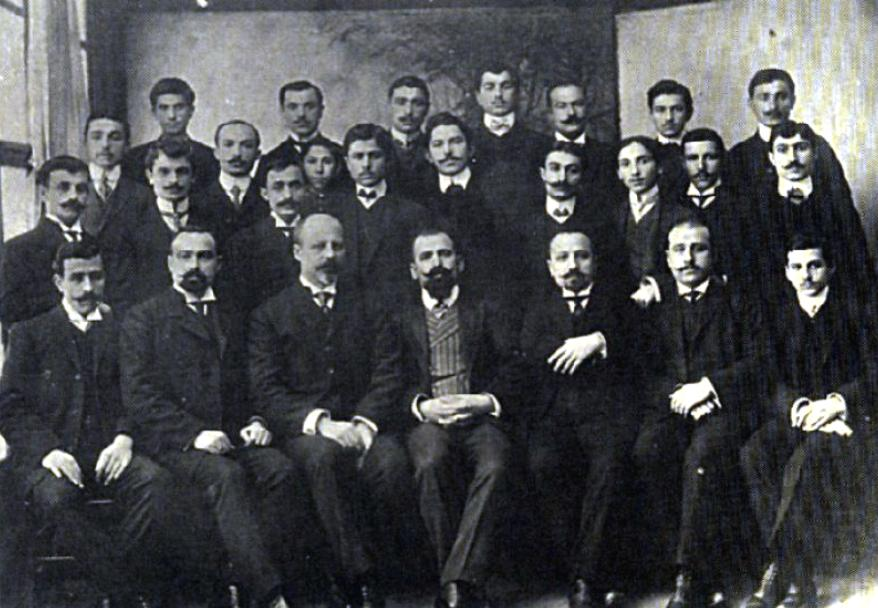
رجال أعمال يونانيين بنطيين، من مدينة طرابزون تعود لعام 1915.

استطاعت الدولة العثمانية فتح القسطنطينية سنة 1453 وسقطت الإمبراطورية البيزنطية، وتحول ثقل الكنيسة الأرثوذكسية إلى روسيا، سمح العثمانيون لليهود والمسيحيين أن يمارسوا شعائرهم الدينية بحرية تحت حماية الدولة، وفقًا لما تنص عليه الشريعة الإسلامية، وبهذا فإن أهل الكتاب من غير المسلمين كانوا يعتبرون رعايا عثمانيين لكن دون أن يُطبق عليهم قانون الدولة، أي أحكام الشريعة الإسلامية، وفرض العثمانيون، كجميع الدول الإسلامية من قبلهم، الجزية على الرعايا غير المسلمين مقابل إعفائهم من الخدمة في الجيش. كانت الملّة الأرثوذكسية أكبر الملل غير الإسلامية في الدولة العثمانية، وقد انقسم أتباعها إلى عدّة كنائس أبرزها كنيسة الروم، والأرمن، والأقباط، والبلغار، والصرب، والسريان، وكانت هذه الكنائس تُطبق قانون جستنيان في مسائل الأحوال الشخصية. خصّ العثمانيون المسيحيين الأرثوذكس بعدد من الامتيازات في مجاليّ السياسة والتجارة، وكانت هذه في بعض الأحيان بسبب ولاء الأرثوذكسيين للدولة العثمانية.
ظهر في هذه الفترة نفوذ يونان الفنار وهم أبناء عائلات يونانية أرستقراطية سكنت في حي الفنار في مدينة إسطنبول الحاليّة، ويعتبر حي الفنار مركز بطريركية القسطنطينية المسكونية، أي بالتالي مركز الأرثوذكسية الشرقية العالميّ. وكان لهذه العائلات نفوذ سياسي داخل الدولة العثمانية ونفوذ ديني في تعيين البطريرك، الزعيم المسيحي في الدولة العثمانية. عائلات حي الفنار كانت عائلات يونانية فارتبطت بالحضارة الهلنستية والحضارة الغربية فشكلّت الطبقة المتعلمة والمثقفة في الدولة العثمانية مما افسح لها نقوذ سياسي وثقافي. اشتغل افراد هذه العائلات في التجارة والصيرفة وفي السياسة والتعليم، وإنتمت غالبيتهم إلى عائلات من اصول النبلاء البيزنطيين. كان المسيحيين خاصة الأرمن واليونانيين عماد النخبة المثقفة والثرية في عهد الدولة العثمانية، وكانوا أكثر الجماعات الدينية تعليمًا، ولعبوا أدوارًا في تطوير العلم والتعليم واللغة والحياة الثقافية والاقتصادية.
في القرن التاسع عشر ومع حركة الإصلاح العثمانية التي تتوجت في التنظيمات العثمانية، ازدهرت أحوال الملل المسيحية القاطنة في السلطنة العثمانية اقتصاديًا واجتماعيًا، رافق هذا الإزدهار عصر التنوير والنهضة الثقافية داخل المجتمع اليوناني الأرثوذكسي. وتمخض عنها تأسيس المدارس والجامعات اليونانية والمسرح والصحافة اليونانية وتجديد أدبي ولغوي وشعري مميز، رافقها ميلاد فكرة القومية القومية الهيلينية ثم بروز فكرة الاستقلال عن الدولة العثمانية ما أدى إلى حرب الاستقلال اليونانية عندما وصلت أنباء الثورة إلى السلطان أمر بشنق بطريرك القسطنطينية الأرثوذكسي غريغوريوس الخامس المقيم في أسطنبول بعد أن اتهمه بالفشل بضبط المسيحيين اليونانيين في طاعة السلطات العثمانية، وذلك بحسب المهمة التي كان من المفترض أن ينفذها، وتم ذلك مباشرة بعد احتفال البطريرك بقداس عيد الفصح عام 1821 وأعدم وهو مرتدٍ كمال زيه الديني، وإكراماً لذكراه تم إغلاق بوابة المجمع البطريركي منذ ذلك الحين وحتى يومنا هذا. كما وتمخض عن حركة التنوير في الأوساط اليونانية الأرثوذكسيّة ظهور طبقة برجوازية نافذة وذات شأن، تمركزت بشكل خاص في كل من إزمير وإسطنبول وجزيرة خيوس. أسست البرجوازية المسيحية جنبًا إلى جنب المبشرين والإرساليات التبشيرية شبكة واسعة من المدارس (منها كليّة روبرت العريقة) والجامعات والمستشفيات.
في عام 1910 وصلت نسبة المسيحيين في البنطس حوالي 27% من السكان. أبرز المجموعات المسيحية كانت اليونانيين الأرثوذكس البنطيين والأرمن وتمركزت الجماعات المسيحية في البنطس في طرابزون وقارص. يشير عدد من الباحثين أن نسب وأعداد المسيحيين قد تكون أكثر وذلك بسبب تحول عدد من اليونانيين البنطيين إلى الإسلام شكلًا هربًا من الضرائب والإضطهادات في حين ظلوا يمارسون الشعائر المسيحية في السر. عشية الحرب العالمية الأولى وصلت أعداد الملّة اليونانية الأرثوذكسية حوالي 1.8 مليون نسمة. وعاشت جماعات يونانية أرثوذكسية كبيرة في منطقة الأناضول خصوصًا في كبادوكيا تحدثت اللغة التركية كلغة أم وتبنت القومية التركية منذ القرن السابع عشر بعدما تعرضت لحملات تتريك. وبقت هذه الجماعة في تبعية دينية تحت نفوذ بطريركية القسطنطينية المسكونية. عشية الحرب العالمية الأولى عاشت في مدينة إزمير جماعات مسيحة ضخمة ومزدهرة شكلت أكثر من نصف سكان المدينة، منهم 150,000 يوناني أرثوذكسي و25,000 أرمني أرثوذكسي و20,000 من الشوام الكاثوليك.

### عشية الحرب العالمية الأولى

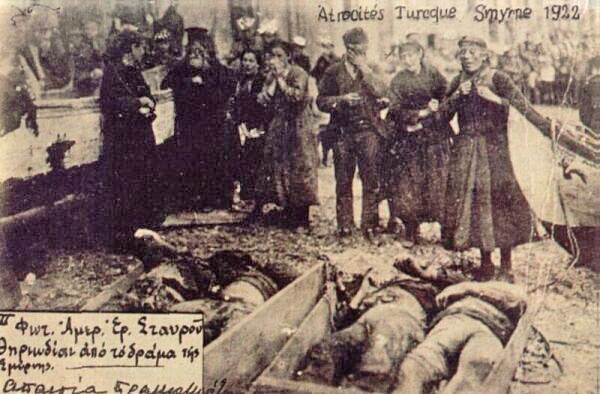
نساء يونانيات بتبكي لمقتل أقربائها بعد مجزر ازمير عام 1922.

وفقًا لمختلف العلماء، قبل الحرب التركية اليونانية (1919–1922)، كانت مدينة إزمير مركزًا ثقافياً واقتصادياً لليونانيين، وكان أعداد السكان الإغريق فيها آنذاك أكبر من أثينا عاصمة اليونان. وإلى جانب السكان اليونانيين والأتراك ضمت المدينة على أعداد كبيرة من السكان الأرمن والشوام الكاثوليك واليهود. وأشار العثمانيون في تلك الحقبة إلى المدينة باسم «سميرنا الكافرة» (بالتركيَّة: Gavur Izmir) بسبب وجود السكان غير المسلمين القوي فيها. وكان الأتراك الشبان قلقين بشكل خاص من انتشار الولاء للفكر اليوناني من مناطق غرب الأناضول والبحر الأسود إلى وسط الأناضول نظراً لأن اليونانيين في ذلك الوقت كانوا أقوى من الأتراك اقتصاديًا وأكثر علمًا، وكانت هناك أقلية أخرى ضمن الدولة العثمانية تتمتع بموارد مالية وهم الأرمن. كان الأتراك الشبان يعتقدون أن هاتين الفئتين المسيحيتين تهددان وجود وسلطة الدولة، وأن وجودهما نتيجة مباشرة لتسامح الحكومات العثمانية السابقة. ورأى الأتراك الشبان أنه، في ظل نفوذ الألمان، فإن الأقليات المسيحية التي تتحول ببطء إلى قوة اقتصاديَّة وسياسيَّة ستسيطر في نهاية المطاف على الدولة. بعد حرب البلقان الثانية والتي انتهت في عام 1913، اتخذ قرار بالقضاء على كل العناصر المسيحية في المجتمع العثماني ومصادرة ثرواتها، وتم تطبيق خطة ممنهجة لتحقيق هذا الهدف. ومع قرب خريف عام 1913 بدأت تتشكل ميليشيات محلية.
خلال الحرب العالمية الأولى وما يليها (1914-1923) قامت حكومة تركيا الفتاة الوريثة للدولة العثمانية بتحريض أعمال العنف ضد الأقلية اليونانية البنطية في البنطس وغيرها من المناطق التي تقطنها الأقليات الإغريقية. تضمنت الحملة مذابح، وعمليات نفي من المناطق والتي تضمنت حملات قتل واسعة ضد هذه الأقليات؛ متثملة في المجازر وعمليات الترحيل القسري من خلال مسيرات الموت أو الإعدام التعسفي، فضلًا عن تدمير المعالم المسيحية الأرثوذكسية الثقافية والتاريخية والدينية. كان عدد الضحايا وفقاً للمصادر 300,000 إلى 360,000؛ أما بالنسبة إلى الترك اليونانيين فكانت أكبر. البعض نفي ليتخد ملاجئ بجوار الإمبراطورية الروسية. معظم اليونان الساكنين في البنطس رحلوا إلى اليونان وفقًا للاتفاقية التركية اليونانية لتبادل السكان عام 1923.
نفت الحكومة الوارثة للدولة العثمانية المذابح، وتعتبر أن الحملات على النطاق الواسع كانت تقوم بها الدولة العثمانية هي ردًا على أعمال الأقليات اليونانية ضد الدولة العثمانية، وأن الأقليات اليونانية كانت طابور خامس. أما قوات الحلفاء فقد رأتها بمنظور مختلف، مؤكدةً على أن الدولة العثمانية لها سوابقها في المذابح، والجرائم الإنسانية. وفي 2007، قامت جماعة الزمالة العالمية لدارسي المذابح بتوضيح الهدف من المذبحة مفسرة إياه بأنّ الحملة العثمانية ضد الأقليات المسيحية في الدولة العثمانية كانت مذبحة، بما فيها الحملة على اليونانيون.
اتفاقية التبادل السكاني بين اليونان وتركية 1923 وقّعت بين الحكومتين التركيّة واليونانيّة في مدينة لوزان السويسريّة في الثلاثين من كانون الأول 1923، تتضمن تقريباً نقل مليوني شخص مليون ونصف منهم مسيحيين يونانيين كانوا يعيشون في تركيا (بإستثناء يونانيين مدينة إسطنبول) ونصف مليون مسلم كانوا يعيشون في اليونان، أغلبهم هُجّر بالقوّة وبشكل قانوني من أوطانهم. يذكر أن تبادل السكان اثر بشكل سلبي على الطبقة البرجوازية في تركيا، حيث شكل المسيحيين نسبة هامة من الطبقة البرجوازية.

### خلال الجمهورية التركية

أتراك يهاجمون مجمعات يونانية خلال بوغروم إسطنبول.

بعد تأسسيس الجمهورية التركية وفي عام 1942 تم فرض ضرائب باهظة على المواطنين الأثرياء والتي استهدفت بشكل خاص المسيحيين واليهود الذين كانوا يسيطرون على جزء كبير من الاقتصاد التركي، بمقدار عشرة في المئة على الفرد الواحد، وتم مصادرة عدد من مؤسساتهم واقفال مدارسهم ممنا أدى لهجرة عدد كبير من المسيحيين واليهود.
ثمة من المحللين من يربطون بين اضطهاد الأقليات الدينية، في العقود الأولى للجمهورية الوليدة، والوضع الإقتصادي المأساوي لتركيا الخارجة من حرب استمرت سنوات. فقد أمنت المقتلة ضد الأرمن وتهجيرهم القسري مع يونانيي تركيا، نوعاً من التراكم الأولي للرأسمال الناشئ في تركيا الجمهورية، بفعل الاستيلاء على ممتلكات المهجّرين المسيحيين، وكانوا عمومًا أكثر ثراءً من الأتراك. ثم صدر قانون الضريبة على الممتلكات في العام 1942، وكان 87 في المئة من المكلفين بها من الطوائف غير المسلمة، وكان على التجار الأرمن أن يسددوا هذه الضريبة بنسبة 232 في المئة من رأسمالهم، واليهود بنسبة 179 في المئة، واليونانيين بنسبة 156 في المئة، والأتراك المسلمين بنسبة 5 في المئة. وتم سوق العاجزين عن تسديدها إلى معسكرات الاعتقال.
يوم 06-07 سبتمبر 1955 حدث بوغروم إسطنبول وهي أعمال شغب كانت بالدرجة الأولى ضد الأقلية اليونانية في اسطنبول. ودبرت أعمال شغب من قبل مجموعة من الجيش التركي. واندلعت أحداث بعد انباء تفيد بأن القنصلية التركية في مدينة سالونيك شمال اليونان والبيت الذي ولد فيه مصطفى كمال أتاتورك في عام 1881، كان قد قصفت في اليوم السابق. وبعد ذلك تبين ان القنبلة زرعت من قبل الحاجب التركي في القنصلية، الذي ألقي القبض في وقت لاحق، واعترف، حرضت الأحداث. كانت الصحافة التركية تنقل الأخبار في تركيا صامتة عن اعتقال الحاجب وبدلًا من ذلك لمحت إلى أن اليونانيون قد فجروا القنبلة. ما أدى إلى هجوم من قبل غوغاء اترك، ومعظمه كان داخل شاحنات دخلوا فيها إلى داخل المدينة في وقت مبكر، للتحضير إلى لاعتداء في إسطنبول ضد المجتمع اليوناني خاصة في حي الفنار حيث استمرت الاعتداءات لمدة تسع ساعات. خلال الاعتداءات أكثر من عشرة أشخاص لقوا مصرعهم خلال أو بعد المذبحة نتيجة الضرب والحرق. تضررت أيضا احياء وأماكن سكن وعمل اليهود والأرمن.
المذبحة سببت تسارع هجرة اليونانيين (بالتركية: Rumlar) من تركيا، واسطنبول على وجه الخصوص. السكان اليونانيين في تركيا انخفض عددهم من 119,822 شخصا في 1927، إلى حوالي 7,000 في عام 1978. في اسطنبول وحدها، انخفض عدد السكان اليونانيين من 65,108 إلى 49,081 بين 1955 و1960. وتُقدر الأرقام لعام 2008 الصادرة عن وزارة الخارجية التركية العدد الحالي من المواطنين الاتراك من أصل يوناني بين 3,000-4,000. ولكن وفقا ل هيومن رايتس ووتش، يقدر عدد السكان اليونانيين في تركيا بنحو 2,500 وذلك في عام 2006. وقالت ديليك جوين المؤرخة ومؤلفة كتاب صادر عام 2005 عن الواقعة ان المقابر دنست والكنائس نهبت وقتل نحو 12 شخصا واغتصبت مئات النساء وقد حرقت بطريركية القسطنيطنية مركز الكنيسة الأرثوذكسية والعديد من المنازل والمشاغل والمصالح التي يملكها يونانيون. وقدرت قيمة الأضرار بنحو 50 مليون دولار أي ما قيمته الآن نحو 400 مليون دولار. وأغلب الهجمات كانت ضد أهداف يملكها يونانيون لكن نحو ثلث الهجمات استهدف ممتلكات الارمن واليهود. وتم اعتقال أكثر من 5,000 شخص تمت تبرئة أغلبهم في وقت لاحق.